# Coleophora decoratella
Coleophora decoratella é uma espécie de mariposa do gênero Coleophora pertencente à família Coleophoridae.